# Гауденцій Брешійський
Гауденцій Брешійський (італ. San Gaudenzio di Brescia; ? — 410) — єпископ Брешії з 387 по 410 рік, теолог і автор багатьох листів і проповідей. Наступником Філастрія.

## Біографія
Гауденцій навчався у Філастрія і проповідував в Італії та на Близькому Сході. Коли Філастрій помер близько 387 року, жителі Брешії обрали Гауденція єпископом. Очевидно, проти волі. Він був у паломництві до Єрусалиму, коли Філастрій помер.  Католицька енциклопедія стверджує, що «люди Брешії зобов’язали себе клятвою, що не приймуть іншого єпископа, крім Гауденція і Амвросій Медіоланський та інші сусідні прелати, як наслідок, зобов’язали його повернутися, хоча й проти його волі. Східні єпископи також погрожували відмовити йому в Причасті, якщо він не підкориться».
Гауденцій був освячений Амвросієм у 387 році. Зберігся запис промови Гауденція з нагоди його освячення. Він повідомив про своє освячення, що він привіз із собою зі Святої землі мощі Іоана Хрестителя, апостолів, мощі святих з Мілана та сорока мучеників Севастійських. Племінниці святого Василія передали йому мощі сорока мучеників з Кесарії Каппадокійській.
Він поклав ці мощі в базиліку, яку назвав Concilium Sanctorum, і написав проповідь на її освячення.

## Писання
Зберігся двадцять один трактат, який приписують Гауденцію. Він також написав багато пастирських листів. Збереглося десять проповідей Гауденція.
Його пасхальні проповіді були записані на прохання брешіанського дворянина Бенівула, який був занадто хворий, щоб слухати промову Гауденція вживу.

## Захист Іоанна Златоуста
Гауденцій і Константинопольський архієпископ Іоан Златоуст були друзями. Імовірно вони могли зустрітися в Антіохії.
Гауденцій приєднався до делегації в 405 році, яку послали Інокентій I та Гонорій на захист Златоуста. Делегація була відправлена на розмову зі східноримським імператором Аркадієм для захисту Златоуста після того, як останній був звинувачений членом групи, що вважалася єретичною сектою, і засланий.
Гауденцій і його супутники, два єпископи, зіткнулися з багатьма труднощами і врешті решт не досягли своєї мети — дістатися Константинополя. На початку їхньої подорожі вони були захоплені в Афінах. Їх відправили в Константинополь, триденну подорож на кораблі без їжі. Однак їм не дозволили увійти в місто, і вони були ув’язнені у фортеці Атира, що у Фракії.
Спроба підкупити їх, щоб вони поговорили з архієпископом Константинопольським Аттиком, чоловіком, який замінив Златоуста на посаді, зазнала невдачі, але один із великих пальців трьох мандрівників був зламаний під час бійки, під час якої візантійські чиновники силою захопили єпископів.
Потім Гауденція і двох його супутників посадили на борт непридатного для плавання судна. Стверджувалося також, що капітан корабля отримав наказ потопити судно. Однак мандрівники цілими прибули в Лампсак, звідки вирушили до Італії, і через двадцять днів прибули в Отранто. Незважаючи на провал місії, Златоуст надіслав Гавденцію лист подяки.
Палладій Галатійський записав розповідь Гауденція про його чотиримісячну пригоду (Діалог, 4).

## Шанування
Мощі Гауденція зберігалися в Брешії в церкві Сан-Джованні, побудованій на місці стародавнього Concilium Sanctorum.
Гауденцій був зображений у вівтарних творах художниками Брешії, зокрема Моретто, Савольдо та Романіно.